# Amata pfeifferae
Amata pfeifferae är en fjärilsart som beskrevs av Moore 1859. Amata pfeifferae ingår i släktet Amata och familjen björnspinnare. Inga underarter finns listade i Catalogue of Life.